# Seligeriaceae
Seligeriaceae, biljna porodica, jedina u nekadašnjem redu Seligerales, danas je uključena u red Grimmiales. Pripada joj 56 priznatih vrsta mahovina unutar pet rodova. Ime je dobila po rodu Seligeria.

## Rodovi
1. Blindia Bruch & Schimp.
2. Brachydontium Fürnr.
3. Hymenolomopsis Thér.
4. Seligeria Bruch & Schimp.
5. Trochobryum Breidl. & Beck